# Stato di ossidazione
In chimica, lo stato di ossidazione di un atomo in una sostanza (o numero di ossidazione, abbreviato in "n.o.") è definito come la differenza tra il numero di elettroni di valenza dell'atomo considerato e il numero di elettroni che ad esso rimangono dopo aver assegnato tutti gli elettroni di legame all'atomo più elettronegativo di ogni coppia.
Lo stato di ossidazione è così chiamato perché esprime il "grado di ossidazione" di un atomo, assumendo come riferimento lo 0, corrispondente allo stato di ossidazione dell'atomo in una sostanza semplice.

## Calcolo
Quando i due atomi della coppia hanno identica elettronegatività (cioè sono dello stesso elemento chimico), gli elettroni di legame vengono suddivisi tra loro in parti uguali e il numero di ossidazione sarà uguale a 0. Questo è il caso delle sostanze semplici, come ad esempio: H2, O2, F2 N2, Cl2.
Negli altri casi, il numero di ossidazione di un atomo è positivo se gli elettroni vengono ceduti, mentre è negativo se vengono acquistati.
Considerando il numero e il tipo di legami instaurati nella molecola di interesse e conoscendo il numero di elettroni di valenza degli atomi di un composto e le loro elettronegatività, è possibile calcolare tutti i n.o. degli atomi nel composto in esame.
Conoscere i numeri di ossidazione degli atomi dei composti coinvolti in una reazione chimica consente di distinguere le reazioni di ossidoriduzione dalle normali reazioni di scambio: nelle prime i numeri di ossidazione degli atomi cambiano, nelle seconde no.

## Esempio
Prendendo l'esempio dell'acido solforico (H2SO4) dopo aver considerato il numero e il tipo di legami stabiliti dagli atomi al suo interno (formula di struttura riportata sotto) e sapendo che l'ossigeno è più elettronegativo dello zolfo e dell'idrogeno, che l'ossigeno ha 6 elettroni di valenza, lo zolfo ha 6 elettroni di valenza e l'idrogeno ha un elettrone di valenza, si ha che i numeri di ossidazione degli atomi che lo costituiscono sono:
- per ogni atomo di idrogeno 1 - 0 = 1;
- per ogni atomo di ossigeno 6 - 8 = -2;
- per l'atomo di zolfo 6 - 0 = 6.

## Regole per la determinazione empirica
- per gli atomi di una qualsiasi specie chimica allo stato elementare il numero di ossidazione è 0.
- per gli elementi del gruppo I (metalli alcalini) nei composti il numero di ossidazione è +1.
- per gli elementi del gruppo II (metalli alcalino terrosi), lo zinco (Zn) e il cadmio (Cd) nei composti, il numero di ossidazione è +2.
- l'idrogeno ha numero di ossidazione +1 in quasi tutti i suoi composti, mentre negli idruri dei metalli ha numero di ossidazione -1.
- l'ossigeno ha numero di ossidazione -2 in quasi tutti i suoi composti a parte le seguenti eccezioni: -1 nei perossidi, -½ nei superossidi, -⅓ negli ozonuri, +2 nel difluoruro d'ossigeno OF2.
- il fluoro (F) nei suoi composti ha quasi sempre numero di ossidazione -1. Il cloro (Cl), il bromo (Br) e lo iodio (I) hanno numero di ossidazione -1, tranne che nei composti in cui sono legati al fluoro o all'ossigeno, nei quali assumono numeri di ossidazione positivi +1, +3, +5, +7.
- per qualsiasi elemento allo stato di ione monoatomico il numero di ossidazione è uguale alla carica dello ione.
- la somma dei numeri di ossidazione degli atomi presenti in una molecola neutra è uguale a zero;[2] in uno ione poliatomico la somma dei numeri di ossidazione coincide con la carica dello ione.
- la carica totale di una molecola neutra o di uno ione poliatomico è uguale alla somma del prodotto tra il numero di atomi degli elementi presenti nella molecola (o ione) e il loro rispettivo numero di ossidazione. In formule:

{\displaystyle q=\sum _{i=1}^{n}N_{i}O_{i}}
Infine, il numero di ossidazione di un atomo in un determinato composto o ione può essere desunto dalla seguente equazione:
{\displaystyle q=\sum _{i=1}^{n}N_{i}O_{i}+kx}
da cui si ricava:
{\displaystyle x={\frac {q-\sum _{i=1}^{n}N_{i}O_{i}}{k}}}
dove:
- {\displaystyle q} è la carica totale dello ione (positivo o negativo) oppure zero, se si tratta di una molecola neutra;
- {\displaystyle N_{i}} è il numero di atomi dell'elemento i di cui già si conosce il numero di ossidazione;
- {\displaystyle O_{i}} è il numero di ossidazione di tali atomi;
- {\displaystyle k} è il numero di atomi dell'elemento di cui non si conosce il numero di ossidazione;
- {\displaystyle x} è il numero di ossidazione da determinare.